# 고양제일중학교 축구부
고양제일중학교 축구부는 고양제일중학교의 축구부로 고양 Hi FC의 U-15팀이기도 했었다.

## 같이 보기
- 고양 Hi FC
- 고양제일중학교
- 고양 FC U-18